# Rovinari
Rovinari (rumænsk udtale: [roviˈnarʲ]) er en by i  distriktet Gorj i Oltenien, Rumænien. Der ligger et stort brunkulsfyret elektricitetsværk i nærheden af byen. Åbne og underjordiske brunkulsminer er i drift i det omkringliggende område. Byen blev officielt en by i 1981, som et resultat af Rumæniens landdistriktsreform.
Byen har 10.246 (2021) indbyggere.

## Beliggenhed
Rovinari ligger i Karpaternes forbjerge i Sydkarpaterne på kanten af dalsænkningen Depresiunea Târgu Jiu, i en løkke af den her kanaliserede flod Jiu (Schil)'. Distriktets hovedstad Târgu Jiu ligger ca. 15 km nordøst for byen.

## Historie
Rovinari var oprindeligt en lille landbrugslandsby. Siden slutningen af Første Verdenskrig, men i stigende grad siden 1950'erne, er der udvundet lavkvalitets stenkul (brunkul) i området omkring Rovinari, bl.a. åbent brud og delvist i underjordiske miner. Landsbyen fik en helt anden karakter; nogle bygder måtte vige pladsen for minedrift; talrige præfabrikerede bygninger blev bygget til dette formål. Jiu-floden blev delvist flyttet. I 1981 blev Rovinari tildelt bystatus.